# Alexander Peters
Alexander „Pleck” Peters (ur. 16 października 1991 w Pomonie) – belizeński piłkarz występujący na pozycji napastnika, reprezentant kraju, obecnie zawodnik Placencia Assassins.

## Kariera klubowa
Peters pochodzi ze wsi Pomona w dystrykcie Stann Creek. Tam uczęszczał do szkoły podstawowej St. Matthew’s Primary School oraz z powodzeniem występował w juniorskich rozgrywkach. W wieku szesnastu lat przeniósł się do miasta Dangriga, gdzie kontynuował edukację w Delille Academy. Dołączył wówczas do zespołu Valley Renaissance, w którym występował razem ze swoim bratem Karimem Petersem. Najpierw wygrał z nią miejski turniej Dangriga Town Council Mayor’s Cup, a następnie triumfował w rozgrywkach Super League of Belize (2008/2009), alternatywnej, ogólnokrajowej ligi nieadministrowanej przez Belizeński Związek Piłki Nożnej. Później został zawodnikiem Georgetown Ibayani FC, z którym wywalczył wicemistrzostwo Belize (2010 Spring).
Latem 2010 Peters został piłkarzem Griga United FC, skąd po pół roku powrócił do rozgrywek Super League, podpisując umowę z Paradise/Freedom Fighters FC. W 2013 roku przeszedł do Placencia Assassins FC, by już po kilku miesiącach powrócić do Freedom Fighters. Po powrocie do Placencia Assassins wywalczył wicemistrzostwo Belize (2015/2016 Closing), po czym już trzeci raz dołączył do Freedom Fighters. W przerwach między sezonami grał również w lokalnych turniejach – w lipcu 2017 w barwach Pomona Warriors został królem strzelców Dangriga Mayor’s Cup, a w listopadzie 2017 wygrał Stann Creek FA 1st Division Cup z ekipą Bowen & Bowen Landsharks, zostając najlepszym piłkarzem rozgrywek.
W 2017 roku Peters znów powrócił do Placencia Assassins FC, by w styczniu 2018 ponownie zasilić Freedom Fighters FC. Wyrobił sobie renomę jednego z czołowych napastników rozgrywek. Następnie już po raz czwarty przeniósł się do Placencia Assassins.

## Kariera reprezentacyjna
Pierwsze powołanie do seniorskiej reprezentacji Belize Peters otrzymał w październiku 2016 na mecz towarzyski z Hondurasem (1:2). Zadebiutował w niej jednak dopiero za kadencji selekcjonera Palmiro Salasa, 4 sierpnia 2018 w wygranym 1:0 sparingu z Barbadosem.